# Laemophloeus pusillimus
Laemophloeus pusillimus là một loài bọ cánh cứng trong họ Laemophloeidae. Loài này được Mannerheim miêu tả khoa học năm 1843.